# Christopher Allen
Christopher Allen est un footballeur gambien né le 19 décembre 1989. Il joue au poste de gardien.
Il est international gambien.

## Carrière
- 2007 : Gamtel  Gambie[1]